# Pablo de Barros Paulino
Pablo de Barros Paulino, genannt Pablo, (* 3. August 1989 in São João Nepomuceno, MG) ist ein ehemaliger brasilianischer Fußballspieler. Der Beidfüßer wird auf der rechten Abwehrseite oder im defensiven Mittelfeld eingesetzt.

## Karriere
Pablo begann seine Laufbahn unter anderem im Nachwuchsbereich des CR Vasco da Gama. Bei dem Klub schaffte er 2008 den Sprung in den Profikader. Sein erstes Spiel in der obersten brasilianischen Liga bestritt er gegen den SC Internacional am 11. Mai 2008. In dem Spiel wurde er nach der Halbzeitpause für Madson eingewechselt. Am 11. Juli 2008 erzielte der beim 4:0 über Sport Recife sein erstes Ligator. Er steuerte in der 64. Minute das 2:0 bei.
Zur Saison 2008/09 wechselte Pablo nach Spanien zu Real Saragossa. Von Saragossa wurde er sofort an den FC Málaga ausgeliehen. Dieser spielte in der Saison als Aufsteiger in der Primera División. In der Liga gab er am 14. September im Spiel gegen Athletic Bilbao in der Startelf sein Debüt. Nach anfänglich regelmäßigen Einsätzen saß der Spieler die Saison überwiegend auf der Reservebank und kam insgesamt zu 13 Einsätzen in der Liga und auf zwei Spiele im Pokal. Für die Saison 2009/10 wurde Pablo an Gimnàstic de Tarragona in die Segunda División ausgeliehen. Hier blieb er wieder nur die eine Saison und wurde dann nach Brasilien an den Cruzeiro EC ausgeliehen. Mit diesem spielte Pablo ab August 2010 wieder in der Série A.
Mit Cruzeiro startete er in das Jahr 2011 und bestritt mit diesem seine ersten Spiele auf internationaler Klubebene. Zum ersten Mal spielte er bei der Copa Libertadores 2011 am 17. Februar 2011 gegen Estudiantes de La Plata aus Argentinien. Im Sommer 2011 lief sein Kontrakt mit Saragossa aus, wodurch das Leihgeschäft mit Cruzeiro auch endete. Pablo erhielt beim Figueirense FC einen neuen Vertrag.
2013 wechselte Pablo zum EC Bahia, mit welchem er in der Staatsmeisterschaft von Bahia antrat. 2014 erfolgte der nächste Klubwechsel. Pablo wurde vom Tombense FC verpflichtet. Dieser setzte ihn in der Staatsmeisterschaft von Minas Gerais ein, um ihn danach an América Mineiro in die Série B auszuleihen. Das Geschäft endete am Jahresende und Pablo wurde 2015 weiter verliehen an den Avaí FC. Für den Spieler eine Rückkehr in die Série A. Der Kontrakt mit Tombense und somit auch die Leihe an Avaí lief Ende 2015 aus.
América Mineiro, bei welchem er schon 2014 in der Série B spielte, nahm Pablo Anfang 2016 fest unter Vertrag. Als Tabellenvierter in der Série B 2015 spielte América in der Saison 2016 in der Série A. Der Klub musste nach Saison wieder absteigen. Pablo begleitete  América wieder in die Série B. Zur Saison 2017 wechselte Pablo zum Fortaleza EC. Mit diesem spielte er 2017 in der Série C. Der Klub schaffte als Finalist den Aufstieg in die Série B für 2018 und der Vertrag von Pablo wurde für diese Saison verlängert. Fortaleza erreichte in der Saison 2018 die Meisterschaft. Pablo stand hierbei in zwölf Spielen auf dem Platz.
Im Februar 2019 wechselte Pablo zum EC São Bento. Zur Saison 2020 ging Pablo zum Operário Ferroviário EC. Bereits 2021 ging seine Reise weiter. Am 15. Januar 2021 wurde sein Wechsel zum Botafogo FC (PB) offiziell. Hier blieb er bis Saisonende 2022 und beendete 2023 seine aktive Laufbahn.

## Erfolge
América
- Campeonato Mineiro: 2016

Fortaleza
- Série B: 2018